# Tana (jezero)
Jezero Tana (amharsky ጣና ሐይቅ) je zdrojem Modrého Nilu a největším jezerem v Etiopii. Leží ve svazovém státě Amhara na severozápadě Etiopské vysočiny. Má rozlohu 3000 až 3500 km² v závislosti na ročním období a velikosti srážek s hladinou ve výši 1788 m n. m. Je zhruba 84 km dlouhé a 66 km široké s hloubkou do 15 m (průměrná 8 m). Jeho hlavními zdrojnicemi jsou řeky Gilgel Abbay (Malý Nil), Reb a Gumara. Vytéká z něho pouze Modrý Nil. Výše hladiny je regulována přepadovou hrází u výtoku z jezera, která řídí průtok vodopády Modrého Nilu a dodávku vody do elektrárny.
V roce 2015 bylo jezero Tana s okolím vyhlášeno biosférickou rezervací UNESCO v ocenění jeho národního i mezinárodního přírodního a kulturního významu.

## Obecné a hydrologické charakteristiky
Jezero vzniklo vulkanickou činností, při níž v období pliocénu zhruba před pěti miliony let došlo k přehrazení odtoku z povodí.
Jezero bylo původně mnohem větší, než dnes. Napájí je sedm větších řek a 40 sezónních toků. Hlavními přítoky jsou řeky Gilgel Abbay, Megech, Gumara a Reb.
Ve srovnání s jinými tropickými jezery jsou vody jezera Tana poměrně studené s obvyklou teplotou přibližně od 20 do 27 °C. Voda má neutrální až mírně zásadité pH a značně nízkou průhlednost.
V důsledku značného sezónního kolísání přítoku, srážek a odparu kolísá hladina jezera Tana během roku obvykle v rozmezí 2-2,5 m, přičemž nejvyšší stavy jsou v září až říjnu, těsně po hlavním období dešťů. při vysoké hladině jsou zatápěny příbřežní roviny a trvalé mokřady v okolí jezera se s ním spojují.

## Ostrovy
V jezeře jsou také ostrovy, jejichž počet se mění s výší hladiny. Ta během posledních 400 let klesla zhruba o 1,8 m. Portugalský misionář Manoel de Almeida uvádí na poč. 17. stol. 21 ostrovů, z toho 7-8 s kláštery, "kdysi velkých, nyní však značně zmenšených." Když tento kraj navštívil kol. r. 1770 James Bruce, zaznamenal si, že domorodci uvádějí 45 obydlených ostrovů, sám však tvrdil, že jich "může být tak jedenáct." Geograf ve 20. století vyjmenoval 37 ostrovů a domníval se, že na 19 z nich jsou nebo byly kláštery nebo kostely.
Největší ostrov je Daga, kde je pohřbeno několik císařů. Dalšími významnými ostrovy jsou Dek, Mitraha, Gelila Zakarias, Halimun a Briguida.

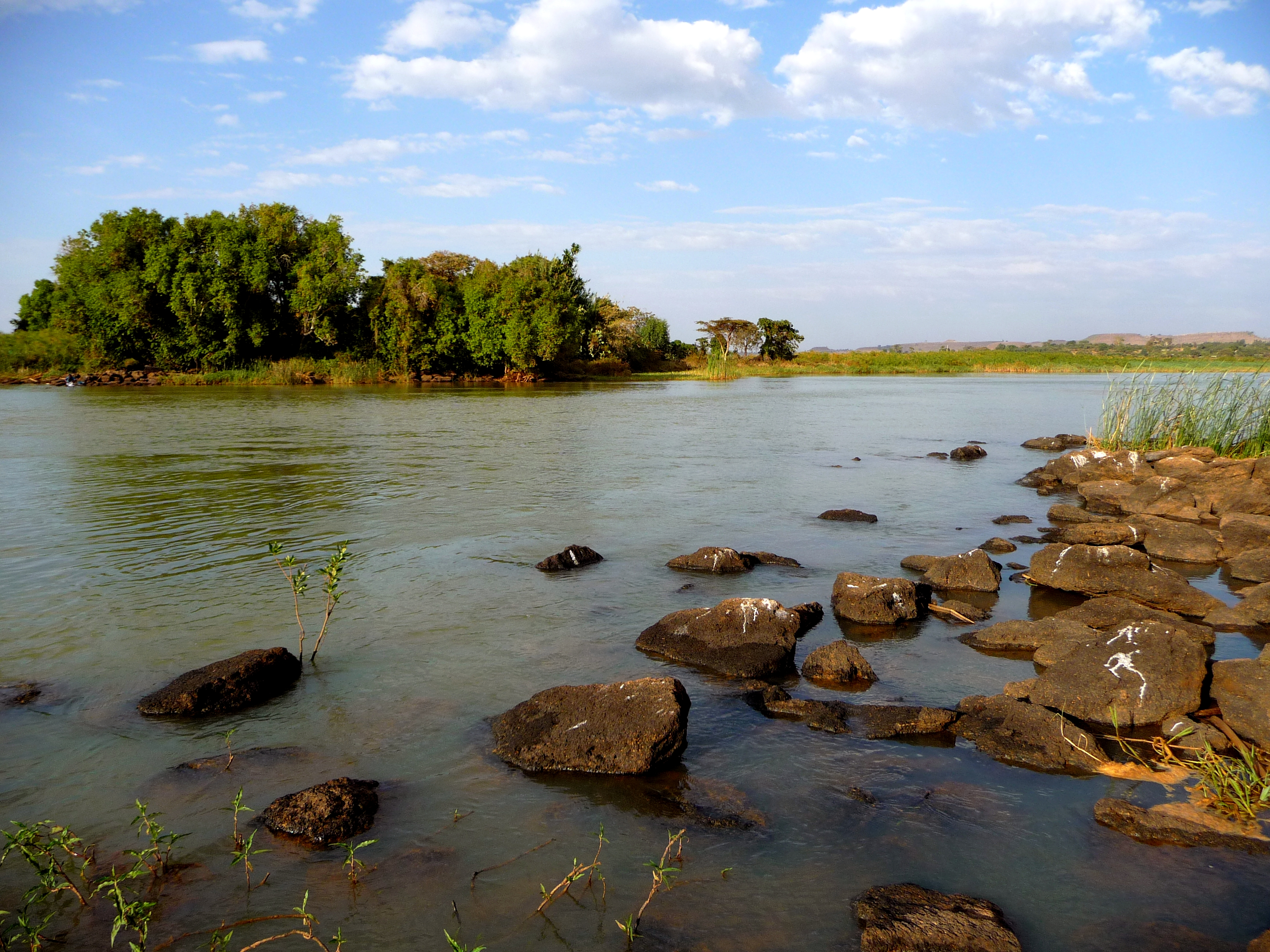
Výtok Modrého Nilu z jezera Tana

## Fauna

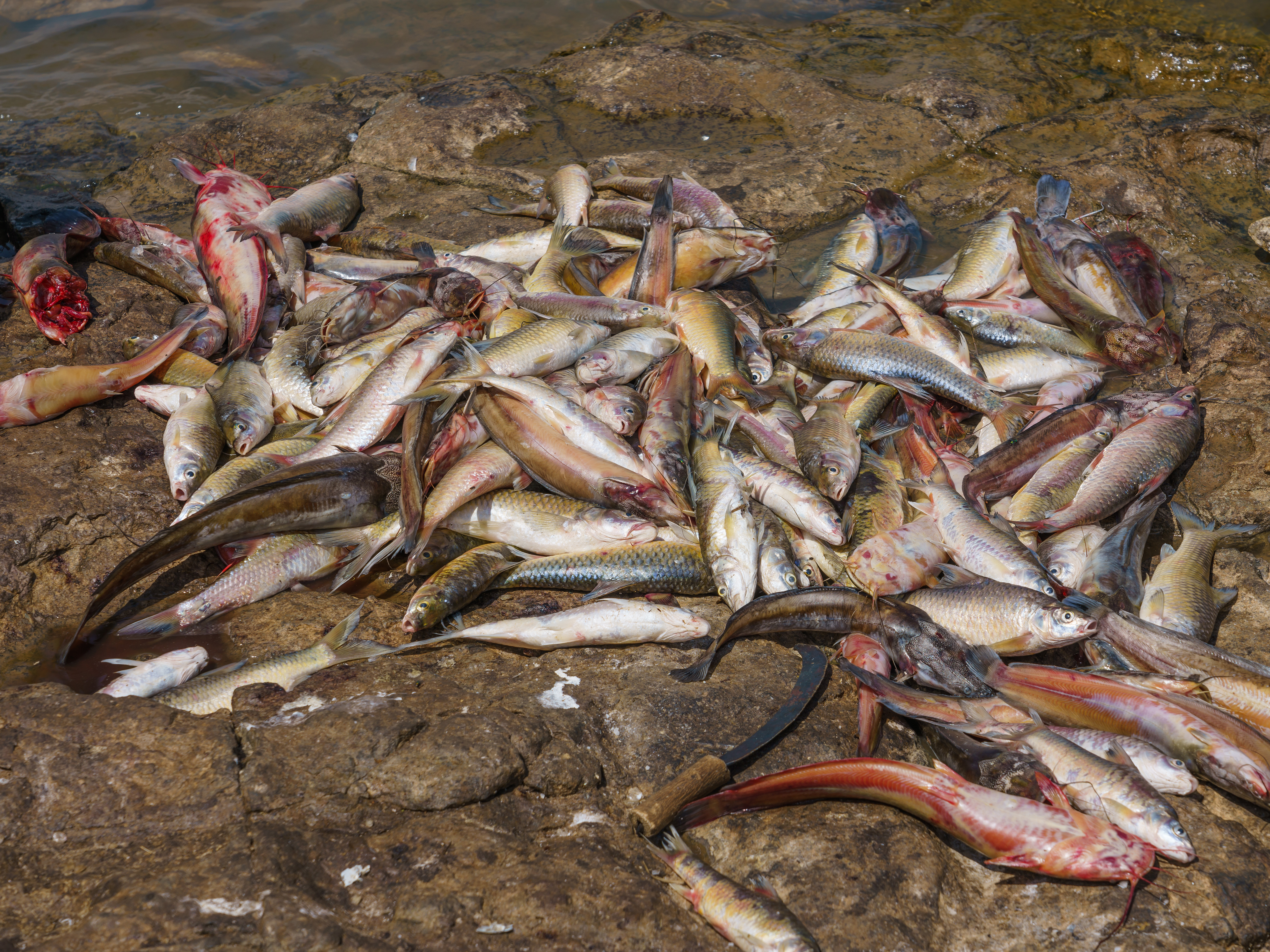
ryby z jezera Tana

Jelikož žádný z přítoků nespojuje jezero s jinými velkými vodními toky a hlavní odtok Modrý Nil je přerušen vodopády, vodní fauna jezera je značně specifická v rámci druhové skladby nilského povodí. Úroveň živin v jezeře je nízká.

### Ryby
V jezeře Tana se vyskytuje 27 druhů ryb, z nichž 20 je endemických. Mezi nimi je jedno z pouhých dvou společenství kaprovitých (druhé, v jezeře Lanao na Filipínách, bylo decimováno introdukovanými druhy). Sestává z 15 poměrně velkých, až 1 m dlouhých druhů rodu Labeobarbus. Z nich L. acutirostris, L. longissimus, L. megastoma a L. truttiformis jsou výhradně rybožravé a L. dainellii, L. gorguari, L. macrophtalmus a L. platydorsus převážně rybožravé. Jejich hlavní kořistí jsou drobné druhy rodů Enteromius a Garra. Ostatní druhy rodu Labeobarbus v jezeře mají jiné specializované potravní návyky: L. beso (neendemický druh, vzdáleněji příbuzný ostatním) se živí řasami, L. surkis převážně makrofyty, L. gorgorensis makrofyty a měkkýši, L. brevicephalus zooplanktonem (tím se však živí všichni nedospělí příslušníci druhového společenství), L. osseensis makrofyty a dospělci hmyzu, a L. crassibarbis, L. intermedius (neendemický, avšak blízce příbuzný ostatním druhům), L. nedgia a L. tsanensis bentickými bezobratlými, např. larvami pakomárovitých. Osm z endemických druhů rodu Labeobarbus se vytírá v jezerních mokřadech a ostatní sezónně putují do přítoků, kde se vytírají.
Vedle druhového společenství Labeobarbus jsou endemickými druhy Enteromius pleurogramma, E. tanapelagius, Garra regressus, G. regressus a Afronemacheilus abyssinicus. Zbývajícími neendemickými druhy jsou tlamoun nilský (v Africe velmi rozšířený, v jezeře Tana má však endemický poddruh tana), E. humilis, G. dembecha, G. dembeensis a velký africký sumec keříčkovec červenolemý.

### Ostatní fauna
V jezeře žije poměrně málo bezobratlých: patnáct druhů měkkýšů, z nichž jeden je endemický, a také jedna endemická sladkovodní houba.
Je odsud známo zhruba 230 druhů ptáků včetně více než 80 vodních a mokřadních druhů, např. pelikán bílý, anhinga africká, kladivouš africký, čápi, kolpík africký, ibis, kachny, ledňáčci a orel jasnohlasý. Odpočinek a potravu zde vyhledává mnoho palearktických stěhovavých vodních ptáků.
Krokodýli zde nežijí, z plazů však byla poblíž výtoku Modrého Nilu pozorována želva kožnatka africká. Zejména tam se vyskytují také hroši.